# Cyril Scott

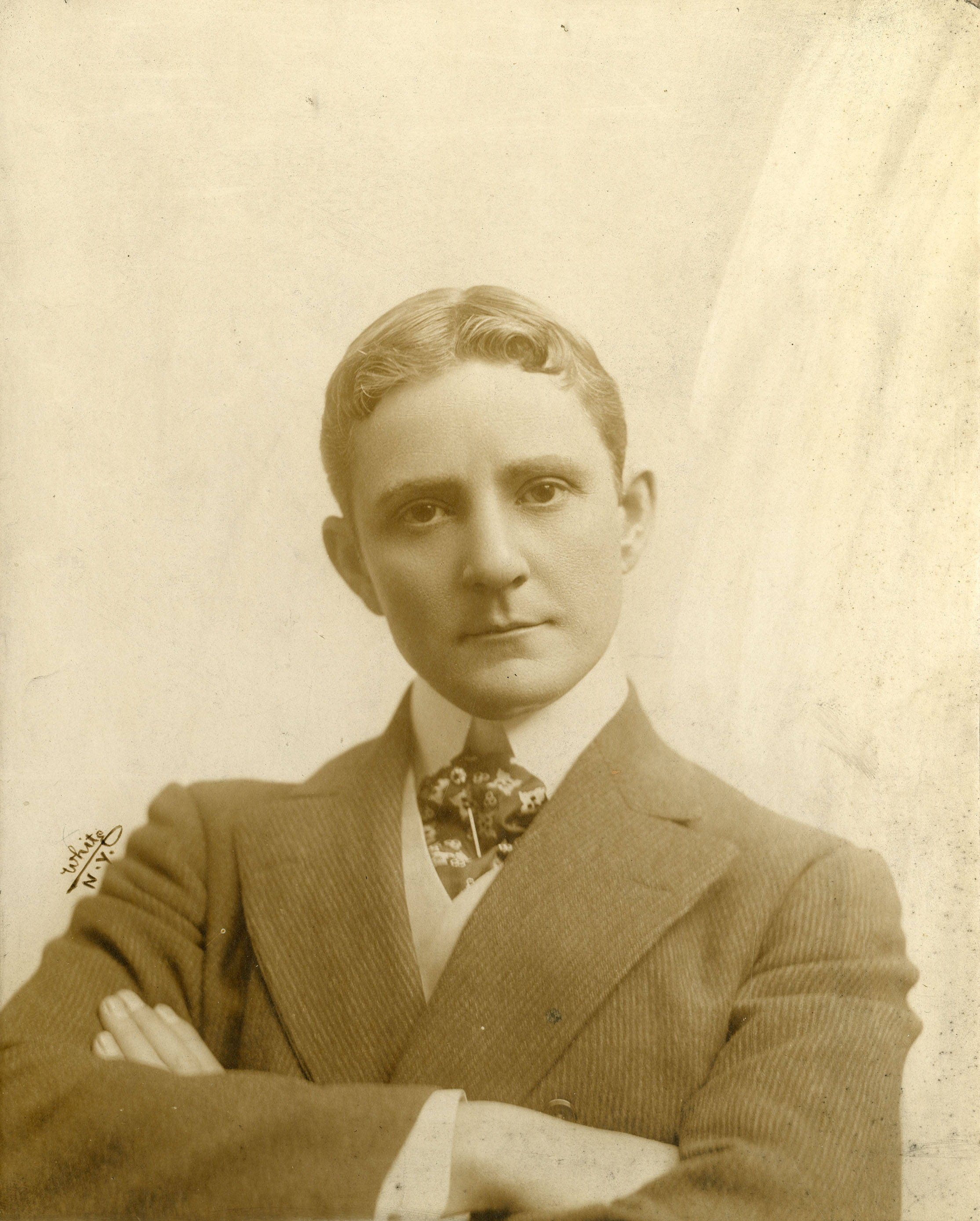
Cyril Scott 1907

Cyril Meir Scott (* 27. September 1879 in Oxton, Cheshire; † 31. Dezember 1970 in Eastbourne, Sussex) war ein englischer Komponist, Pianist und Schriftsteller.

## Leben
Cyril Scott war das dritte Kind von Henry Scott und Mary, geb. Griffiths. Der Vater war Geschäftsmann und Liebhaber griechischer Kultur, die Mutter Amateurpianistin. Cyril bekam frühzeitig Klavierunterricht, und der Besuch eines Konzertes von Paderewski im nahen Liverpool gab für ihn den Ausschlag, Musiker zu werden. Bereits als Zwölfjähriger reiste er 1891 (begleitet von einem englischen Hauslehrer) nach Deutschland und studierte am Hoch’schen Konservatorium in Frankfurt Klavier bei Lazzaro Uzielli (einem Schüler Clara Schumanns) sowie Theorie bei Engelbert Humperdinck. 1893 kam er wieder nach Liverpool, um seine allgemeine Schulausbildung fortzusetzen, hatte jedoch weiterhin Klavierunterricht.
Der 16-jährige Scott ging erneut nach Frankfurt und studierte dort drei Jahre Komposition bei Iwan Knorr. Hier kam er mit Roger Quilter, Percy Grainger und Balfour Gardiner in Kontakt (die mit ihm zur sogenannten Frankfurt Group zählten). 1898 kehrte Scott erneut nach Liverpool zurück, konzertierte als Pianist und gab Klavierunterricht. Außerdem begann er, sich einen Namen als Komponist zu machen. Seine 1. Sinfonie wurde 1900 in Darmstadt uraufgeführt, Hans Richter dirigierte 1901 seine Heroic Suite in Manchester und Fritz Kreisler übernahm 1902 den Violinpart bei der Londoner Aufführung seines Klavierquartetts g-moll.
Anlässlich einer Reise nach Paris 1903/04 lernte Scott auch Debussy und Ravel kennen; Debussy schrieb über ihn: „Cyril Scott ist einer der Ausnahmekünstler der gegenwärtigen Generation“. Zur weiteren Prominenz, mit der Scott Beziehungen pflegte, gehörten H. G. Wells, George Bernard Shaw und Stefan George. Mit letzterem verband Scott eine enge Freundschaft; Scott sollte später auch Gedichte von George ins Englische übertragen. In London schloss sich Scott, unter anderem unter dem Eindruck von Annie Besant, der theosophischen Bewegung an und trat mit Hellsehern und Okkultisten in Kontakt. 1909 nahm er sechs eigene Stücke für Welte-Mignon auf.
1913 reiste Scott auf Einladung von Alma Mahler nach Wien und konzertierte auch in Frankfurt und Köln. 1920 unternahm er eine Konzertreise in die USA und nach Kanada. 1921 heiratete Scott in erster Ehe Rose Allatini. Der Ehe entstammten zwei Kinder: Vivian Mary Scott (* 1923) und Desmond Cyril Scott (* 1926). Eine zweite Ehe schloss er später mit Marjorie Hartston.
Die Rezeption der Kompositionen Scotts beschränkte sich nach den anfänglichen Erfolgen zu Beginn des 20. Jahrhunderts nach dem Ersten Weltkrieg zunehmend auf seine Klaviermusik, während größerformatige Werke kaum zur Aufführung gelangten. 1962 spielte John Ogdon die 3. Klaviersonate in der Royal Academy of Music und spielte 1975–77 seine beiden Klavierkonzerte unter Bernard Herrmann ein. 1969 erhielt der 90-jährige Scott ein Ehrendoktorat des Chicago Conservatory of Music, eine Auszeichnung, die ihm im eigenen Land versagt geblieben ist.

## Musikalisches Werk
Scott komponierte etwa 400 Werke, darunter vier Sinfonien, drei Opern, drei Klavierkonzerte, vier Oratorien, Solokonzerte für Violine, Cello, Oboe und Cembalo, Ouvertüren, sinfonische Dichtungen sowie zahlreiche kammermusikalische Werke und Lieder. Scott schrieb auch einige leichte Werke für den Klavierunterricht, darunter den Zyklus „Zoo, Tiere für Klavier“ (1930), den er für seine beiden Kinder Mary und Desmond komponierte.
Die Einschätzung der Musik von Scott schwankt zwischen der Apostrophierung zum „Englischen Grieg“, „Englischen Debussy“ und einem „Vater der britischen modernen Musik“ (Eugene Goossens). Ausgehend von der Romantik, wurde Scott nachhaltig durch den Impressionismus, vor allem durch Debussy beeinflusst, entwickelte jedoch eine persönliche, dem Wohlklang verpflichtete, klangmalerische und zuweilen „exotisierend“ wirkende Schreibweise. Eine weitere musikalische Quelle war für Scott die Melodik des englischen bzw. irischen Volksliedes.

## Literarisches Werk
Cyril Scott ist auch literarisch hervorgetreten, sowohl als eigener Opernlibrettist, als Verfasser von Gedichten, wie auch als Autor von insgesamt 41 Büchern, die neben Musik (z. B. Music: Its Secret Influence Throughout the Ages, 1933) auch Themen aus der Philosophie, der Esoterik (z. B. Outline of Modern Occultism, 1953), alternativer Medizin sowie die eigene Biographie umfassen.

### Werke (Auswahl)
- Music: Its Secret Influence Throughout the Ages. 1933
  - Musik: ihr geheimer Einfluß durch die Jahrhunderte. 2. Aufl. München, Hirthammer, 1991. ISBN 3-88721-045-X
- Die Tragödie Stefan Georges: ein Erinnerungsbild und ein Gang durch sein Werk. Eltville am Rhein, Hempe, 1952
- An outline of modern occultism. 1953. London, Routledge and Kegan Paul, 1974.
- The initiate: some impressions of a great soul. First publ. 1920. Repr.London, Routledge and Kegan Paul, 1977
  - Der Eingeweihte: Eindrücke von einer grossen Seele. Aus d. Amerikan. von Karl Friedrich Hörner. 2 Bände, München, Knaur, 1985. ISBN 3-426-04133-2 und ISBN 3-426-04163-4